# Privatautonome Ausschlussfristen im Arbeitsrecht (Deutschland)
Privatautonome Ausschlussfristen im Arbeitsrecht sind arbeitsrechtliche Ausschlussfristen, die nicht in einem Gesetz, sondern in einem Tarifvertrag, in einer Betriebsvereinbarung oder in einem Arbeitsvertrag geregelt sind.
Häufig meint man, wenn man von "Ausschlussfristen" im Arbeitsrecht spricht, vor allem die tarifvertraglichen und arbeitsvertraglichen Ausschlussfristen. Zu gesetzlichen Ausschlussfristen siehe: Gesetzliche Ausschlussfristen im Arbeitsrecht (Deutschland).
Ausschlussfristen sind Fristen, nach deren Ablauf ein Anspruch erlischt, wenn er nicht innerhalb der Frist geltend gemacht wird.
Statt von einer Ausschlussfrist spricht man auch von Verfallfrist, Verwirkungsfrist, Präklusionsfrist, Präklusivfrist. Die Klausel, die eine Ausschlussfrist enthält, nennt man Ausschlussklausel, Verfallklausel oder Verwirkungsklausel. 
Die Bedeutung von Ausschlussfristen wird von Arbeitnehmern häufig unterschätzt. Sie wissen oft nicht, dass überhaupt eine Ausschlussfrist zu beachten ist und vielen ist unbekannt, dass Ausschlussfristen sehr viel kürzer als die dreijährige Verjährungsfrist sind.
Man unterscheidet "einstufige Ausschlussfristen" und "zweistufige Ausschlussfristen". Im Fall einer zweistufigen Ausschlussfrist kommt zu der "ersten Stufe" einer einfachen (zumeist schriftlichen) Geltendmachung noch die Obliegenheit einer Klage nach Ablehnung und/oder Ablauf einer bestimmten Frist nach der Geltendmachung hinzu.

## Vereinbarung einer Ausschlussfrist
Ausschlussfristen können durch einen Tarifvertrag, durch eine Betriebsvereinbarung oder durch einen Arbeitsvertrag begründet werden.

### Tarifvertragliche Ausschlussfristen
Eine tarifvertragliche Ausschlussfrist kommt kollektivrechtlich im Fall einer Tarifbindung (§§ 3, 5 Abs. 4 TVG) oder der Allgemeinverbindlichkeit des Tarifvertrags oder individualrechtlich im Fall der (wirksamen) Bezugnahme eines Tarifvertrages zur Anwendung. 
In fast jedem Mantel- oder Rahmentarifvertrag sind Ausschlussfristen enthalten. In der ersten Stufe sehen diese Fristen von zwei bis sechs Monaten vor. Möglicherweise noch kürzere Fristen als zwei Monate.
- Beispiel 1: § 37 TVöD (typische einstufige Ausschlussfrist im öffentlichen Dienst):

"§ 37 Ausschlussfrist
(1) 1Ansprüche aus dem Arbeitsverhältnis verfallen, wenn sie nicht innerhalb einer Ausschlussfrist von sechs Monaten nach Fälligkeit von der/dem Beschäftigten oder vom Arbeitgeber schriftlich geltend gemacht werden. 2Für denselben Sachverhalt reicht die einmalige Geltendmachung des Anspruchs auch für später fällige Leistungen aus.
(2) Absatz 1 gilt nicht für Ansprüche aus einem Sozialplan."
- Beispiel 2: § 22 RTV Gebäudereinigung (ab 1. Januar 2012: § 23)[1] (kurze zweistufige Ausschlussfrist eines allgemeinverbindlichen Tarifvertrages):

"Alle beiderseitigen Ansprüche aus dem Arbeitsverhältnis und solche, die mit dem Arbeitsverhältnis in Verbindung stehen, verfallen, wenn sie nicht innerhalb von 2 Monaten nach der Fälligkeit schriftlich geltend gemacht werden.
Lehnt eine Gegenpartei den Anspruch ab oder erklärt sie sich nicht innerhalb von 2 Monaten nach der Geltendmachung des Anspruchs, so verfällt dieser, wenn er nicht innerhalb von 2 Monaten nach der Ablehnung oder dem Fristablauf gerichtlich geltend gemacht wird."
- Beispiel 3: § 15 BRTV Baugewerbe[2] (zweistufige Ausschlussfrist im Baugewerbe):

"§ 15 Ausschlussfristen
1. Alle beiderseitigen Ansprüche aus dem Arbeitsverhältnis und solche, die mit dem Arbeitsverhältnis in Verbindung stehen, verfallen, wenn sie nicht innerhalb von zwei Monaten nach der Fälligkeit gegenüber der anderen Vertragspartei schriftlich erhoben werden; besteht bei Ausscheiden des Arbeitnehmers ein Arbeitszeitguthaben, beträgt die Frist für dieses Arbeitszeitguthaben jedoch 6 Monate.
2. Lehnt die Gegenpartei den Anspruch ab oder erklärt sie sich nicht innerhalb von zwei Wochen nach der Geltendmachung des Anspruchs, so verfällt dieser, wenn er nicht innerhalb von zwei Monaten nach der Ablehnung oder dem Fristablauf gerichtlich geltend gemacht wird. Dies gilt nicht für Zahlungsansprüche des Arbeitnehmers, die während eines Kündigungsschutzprozesses fällig werden und von seinem Ausgang abhängen. Für diese Ansprüche beginnt die Verfallfrist von zwei Monaten nach rechtskräftiger Beendigung des Kündigungsschutzverfahrens."
Eine (seltene) etwaige günstigere einzelvertragliche Regelung von Ausschlussfristen geht nach § 4 Abs. 3 TVG einem Tarifvertrag vor.
Tarifvertragliche Ausschlussfristen sind nach der Rechtsprechung des Bundesarbeitsgerichts (BAG) auch dann zu beachten, wenn der Arbeitgeber seiner Pflicht nach § 8 TVG, einen Tarifvertrag bekannt zu machen, nicht entsprochen hat.
Nach § 2 Abs. 1 S. 1 Nachweisgesetz (NachwG) hat ein Arbeitgeber die wesentlichen Arbeitsbedingungen schriftlich niederzulegen. Dazu gehört nach § 2 Abs. 1 S. 2 Nr. 10 NachwG auch ein Hinweis auf die geltenden Tarifverträge. Nach dem BAG sind auch tarifvertragliche Ausschlussfristen nachzuweisen, jedoch wird ein Hinweis auf den geltenden Tarifvertrag für ausreichend erachtet. Wurde eine Ausschlussfrist nicht nachgewiesen, so kann der Arbeitnehmer einen Schadensersatzanspruch gegen den Arbeitgeber haben, dass er so gestellt wird, wie wenn er über die Ausschlussfrist informiert worden und der Anspruch dann nicht entfallen wäre. Dazu muss aber das Unterlassen des Nachweises kausal für die Nicht-Einhaltung der Ausschlussfrist sein.

### Ausschlussfristen in einer Betriebsvereinbarung
Ausschlussfristen sind grundsätzlich auch in Betriebsvereinbarungen zulässig, jedoch selten. Eine Betriebsvereinbarung muss den Tarifvorrang nach § 77 Abs. 3 BetrVG beachten, so dass sich Ausschlussfristen in einer Betriebsvereinbarung nicht auf tarifliche Ansprüche erstrecken dürfen. 

### Arbeitsvertragliche Ausschlussfristen
Die Vereinbarung von Ausschlussfristen in einem Arbeitsvertrag ist weit verbreitet. Häufig wird ein Tarifvertrag und werden damit auch seine Ausschlussfristen in Bezug genommen. Auf Grund ihre Verkehrsüblichkeit im Arbeitsleben werden Ausschlussfristen nicht als von vornherein überraschend i. S. d. § 305c BGB erachtet. Dies ist jedoch eine Einzelfallfrage. Inhaltlich unterliegen einzelvertragliche Ausschlussfristen in der Regel einer AGB-Kontrolle nach den §§ 305 ff. BGB (siehe unten).
Wirksam vereinbarte Ausschlussfristen gelten auch für den Rechtsnachfolger. Dies hat praktische Bedeutung bei einem Anspruchsübergang auf die Bundesagentur für Arbeit im Fall von Leistungsgewährung.

## Wirksamkeit einer Ausschlussfrist

### Tarifvertragliche Ausschlussfrist
Auch wenn es in Ausnahmefällen unwirksame tarifvertragliche Ausschlussfristen geben kann, sind diese rechtstatsächlich gesprochen in der Regel wirksam. 
Gemäß § 310 Abs. 4 S. 1 BGB findet bei Tarifverträgen keine AGB-Kontrolle nach den §§ 305 ff. BGB statt. 
Eine tarifvertragliche Ausschlussfrist von 2 Monaten nach Fälligkeit ist wirksam.
Tarifvertragliche Ausschlussfristen gelten nach dem BAG auch dann, wenn die Publikationspflicht gemäß § 8 TVG verletzt worden ist.
In einzelnen, seltenen Tarifverträgen wird die Geltung von Ausschlussfristen ausdrücklich von einem Aushang des Tarifvertrages abhängig gemacht. Dies ist dann eine Tatsachenfrage.
Eine tarifvertragliche Ausschlussfrist kann wegen eines Verstoßes gegen den Gleichheitssatz nach Art. 3 Abs. 1 GG unwirksam sein. Dabei ist jedoch der weite Regelungsspielraum der Tarifvertragsparteien zu beachten. Einseitige Ausschlussfristen, d. h. Ausschlussfristen, die allein für die Arbeitnehmer gelten, sind so schon dann wirksam, wenn dafür ein "sachlich vertretbarer Grund" besteht.
In einer Aufsehen erregenden Entscheidung hat das Bundesverfassungsgericht eine zweistufige tarifvertragliche Ausschlussfrist wegen eines Verstoßes gegen Art. 2 Abs. 1 GG i. V. m. mit dem Rechtsstaatsprinzip (hier: Gebot effektiven Rechtsschutzes) für unwirksam erklärt, insofern sie den Arbeitnehmer auferlegte vor dem Ausgang seines Kündigungsschutzprozesses seine Annahmeverzugslohnansprüche mit entsprechender Kostenlast einzuklagen.

### Einzelvertragliche Ausschlussfristen
Einzelvertragliche Ausschlussfristen sind nicht grundsätzlich, aber im Einzelfall möglicherweise unwirksam. Im Vordergrund steht dabei die AGB-Kontrolle. 

#### Unwirksamkeit nach den §§ 305 ff. BGB (AGB-Kontrolle)

##### Anwendbarkeit

###### AGB oder Verbrauchervertrag ohne Einflussnahme
Eine AGB-Kontrolle nach den §§ 305 ff. BGB findet nur dann statt, wenn die Ausschlussfrist in einer Allgemeinen Geschäftsbedingung vereinbart wurde und keine vorrangige Individualabrede vorliegt. Jenes ist der Regelfall. 
Allgemeine Geschäftsbedingungen sind jede für eine Vielzahl von Verträgen vorformulierten Vertragsbedingungen, die eine Vertragspartei der anderen bei Vertragsabschluss stellt, § 305 Abs. 1 BGB. Vertragsbedingungen sind für eine Vielzahl von Verträgen bereits dann vorformuliert, wenn ihre dreimalige Verwendung beabsichtigt ist.
Auch wenn (ausnahmsweise) keine Allgemeine Geschäftsbedingung vorliegt, ist der Arbeitsvertrag ein Verbrauchervertrag, so dass nach § 310 Abs. 3 Nr. 2 BGB die Vorschriften über die Auslegung (§ 305c Abs. 2 BGB), über die Rechtsfolgen bei Unwirksamkeit (§ 306 BGB) sowie über die vorzunehmende Inhaltskontrolle (§§ 307 bis 309 BGB) anzuwenden sind, wenn der Arbeitnehmer (der Verbraucher) auf Grund ihrer Vorformulierung auf den Inhalt der Vertragsklausel (wie im Regelfall) keinen Einfluss nehmen konnte.

###### Vorrang der Individualabrede (§ 305b BGB)
Die Vereinbarung einer Ausschlussfrist auf Grund einer (seltensten) Individualabrede schließt nach § 305b BGB eine AGB-Kontrolle aus. 

###### Kontrolle in Bezug genommener tarifvertraglicher Ausschlussfrist (§ 310 Abs. 4 S. 1 BGB)?
Nach § 310 Abs. 4 S. 1 BGB unterliegen Kollektivverträge, d. h. insbesondere Tarifverträge nicht der AGB-Kontrolle. Nach Ansicht des BAG ist § 310 Abs. 4 S. 1 BGB nicht auf Allgemeine Arbeitsvertragsrichtlinien der Kirchen anzuwenden, auch nicht analog. Jedoch sind die im Arbeitsrecht geltenden Besonderheiten angemessen zu berücksichtigen (§ 310 Abs. 4 S. 2 BGB). 
Um eine mittelbare Tarifzensur zu verhindern, unterliegen auch einzelvertragliche Ausschlussfristen keiner AGB-Kontrolle, wenn sie Tarifverträge samt deren Ausschlussfristen in Bezug nehmen. 
Die Privilegierung im Hinblick auf die unterstellte Richtigkeitsgewähr tarifvertraglicher Regelungen gilt jedoch nur für den Tarifvertrag als "Gesamtpaket", so dass jedenfalls bei einer nur partiellen Bezugnahme auf tarifvertragliche Ausschlussfristen eine AGB-Kontrolle stattfindet.

##### Formale Kontrolle
- Nach § 305c Abs. 1 BGB sind überraschende AGB-Klauseln unwirksam.

Ausschlussklauseln sind nicht schon deshalb überraschend, weil sie überhaupt oder weil sie in einem Tarifvertrag, auf den verwiesen wird, enthalten sind.
- Nach § 305c Abs. 2 BGB gehen Unklarheiten zu Lasten des Formularverwenders.
- Nach § 307 Abs. 1 S. 2 BGB sind intransparente Klauseln unwirksam (Transparenzgebot).

Ausschlussfristen werden nicht Vertragsinhalt, wenn sie in einem schriftlichen Arbeitsvertrag "ohne besonderen Hinweis und ohne drucktechnische Hervorhebung unter falscher oder missverständlicher Überschrift eingeordnet sind"

##### Inhaltliche Kontrolle
Für die allgemeinen Obersätze wird auf die obigen Ausführungen zur AGB-Kontrolle verwiesen. Hier werden nur die Ergebnisse der Rechtsprechung referiert: 

###### Dauer einzelvertraglicher Ausschlussfrist mindestens 3 Monate
Einzelvertragliche Ausschlussfristen – insoweit sie nicht auf einer (globale) Bezugnahme auf Tarifverträge mit kürzeren Ausschlussfrist beruhen – sind unwirksam, wenn sie eine kürzere Frist als drei Monate vorsehen.

###### Einseitige Ausschlussfrist unwirksam
Einseitige Ausschlussfristen zu Lasten des Arbeitnehmers sind eine unangemessene Benachteiligung i. S. d. § 307 Abs. 1 S. 1 BGB.

###### Regelungen des Fristbeginns
Der Beginn einer Ausschlussfrist muss von der Fälligkeit eines Anspruchs abhängig gemacht werden und nicht von der bloßen Beendigung des Arbeitsverhältnisses.
Nach verbreiteter Auffassung darf eine Ausschlussfrist nicht unabhängig von der Kenntnis des Arbeitnehmers beginnen.

###### Zweistufige Ausschlussfristen
In Anlehnung an häufige tarifvertragliche Regelungen kann in Arbeitsverträgen auch eine sogenannte zweistufige Ausschlussfrist vereinbart sein. Unter einer zweistufigen Ausschlussfrist versteht man eine Ausschlussfrist, die an den fruchtlosen Ablauf der ersten Stufe – der (schriftlichen) Geltendmachung – anknüpft und innerhalb einer bestimmten Frist eine Klageerhebung verlangt, ansonsten ein Anspruch verfallen ist.
Einzelvertragliche zweistufige Ausschlussfristen werden grundsätzlich für zulässig erachtet.
Die Mindestfrist für die gerichtliche Geltendmachung von Ansprüchen beträgt 3 Monate.
Die Entscheidung des Bundesverfassungsgerichts, wonach eine zweistufige tarifvertragliche Ausschlussfrist wegen eines Verstoßes gegen Art. 2 Abs. 1 GG i. V. m. mit dem Rechtsstaatsprinzip (hier: Gebot effektiven Rechtsschutzes) unwirksam ist, insofern sie den Arbeitnehmer auferlegte vor dem Ausgang seines Kündigungsschutzprozesses seine Annahmeverzugslohnansprüche mit entsprechender Kostenlast einzuklagen, gilt erst Recht für einzelvertragliche Ausschlussfristen.

#### Sonstige Unwirksamkeitsgründe

##### Verstoß gegen ein gesetzliches Verbot
Inwieweit einzelvertragliche Ausschlussfristen gesetzliche unabdingbare Ansprüche erfassen bzw. ob dies gegen ein gesetzliches Verbot verstößt (§ 134 BGB), ist umstritten.
Teilweise wird vertreten, dies sei nicht zulässig sei, auch dann nicht, wenn die einzelvertragliche Ausschlussfrist in der Bezugnahme einer tarifvertraglichen Frist besteht.

##### Kein Verfall von Schadensersatzansprüchen durch Ausschlussfristen bei vorsätzlicher Schädigung (§§ 134, 202 BGB)
"Nach § 202 Abs. 1 BGB kann die Verjährung bei Haftung wegen Vorsatzes nicht im Voraus durch Rechtsgeschäft erleichtert werden. Die Vorschrift ergänzt den allgemeinen Grundsatz des § 276 Abs. 3 BGB, wonach die Haftung wegen Vorsatzes dem Schuldner nicht im Voraus erlassen werden kann. § 276 Abs. 3 BGB entfaltet erst durch § 202 Abs. 1 BGB volle Wirksamkeit. Das Gesetz bezweckt einen umfassenden Schutz gegen im Voraus vereinbarte Einschränkungen von Haftungsansprüchen aus vorsätzlichen Schädigungen. Deshalb verbietet § 202 Abs. 1 BGB nicht nur Vereinbarungen über die Verjährung, sondern auch über Ausschlussfristen."
Eine Ausschlussklausel ist auszulegen, ob sie überhaupt Schadensersatzansprüche aus vorsätzlichen Vertragsverstößen und vorsätzlichen unerlaubten Handlungen überhaupt erfassen soll. Ist dies der Fall, ist eine Ausschlussklausel insoweit nichtig. Nach Auffassung des BAG ist die Klausel jedoch nur "teilnichtig", was keine (Umgehung des Verbotes) geltungserhaltende(r) Reduktion sein soll.

##### §§ 2,3 NachwG?
Eine Verletzung der Nachweispflicht nach dem Nachweisgesetz (NachwG) führt nicht zur Unwirksamkeit einer arbeitsvertraglichen Ausschlussfrist. Möglicherweise jedoch zu einem Schadensersatzanspruch.

## Wahrung der Ausschlussfrist

### Entfall der Notwendigkeit einer Einhaltung der Ausschlussfrist
Eine Ausschlussfrist muss nicht mehr eingehalten werden, wenn der Vertragspartner den Anspruch streitlos gestellt hat. 
Dies ist der Fall, wenn der Arbeitgeber dem Arbeitnehmer in einer Lohnabrechnung Ansprüche des Arbeitnehmers vorbehaltlos (und ohne Abzüge) ausweist. Eine Verdienstbescheinigung gegenüber einer Behörde reicht hingegen dafür nicht aus.

### Ausschlussfrist erster Stufe

#### Fälligkeit
Beginnt die Ausschlussfrist mit der Fälligkeit ist darunter – vorbehaltlich einer wirksamen anderweitigen Regelung – eine Fälligkeit im Sinne des § 271 Satz 1 BGB gemeint. Diese Fälligkeit unterliegt allerdings im Fall der Ausschlussfrist einer spezifischen Interpretation des BAG. „Der Begriff der Fälligkeit wird dabei von den Gerichten für Arbeitssachen unter Einbeziehung des Kenntnisstandes des Gläubigers und subjektiver Zurechnungsgesichtspunkte interessengerecht ausgelegt ... Ein Anspruch ist regelmäßig erst dann i.S. der Ausschlussfrist fällig, wenn der Gläubiger ihn annähernd beziffern kann“.

#### Geltendmachung
Ausschlussfristen verlangen für gewöhnlich eine Geltendmachung. Das ist mehr als ein höfliches Nachfragen: "Zur Geltendmachung im Sinne tariflicher Ausschlussfristen gehört, die andere Seite zur Erfüllung eines bestimmten Anspruchs aufzufordern. Der Anspruchsinhaber muss unmissverständlich zum Ausdruck bringen, dass er Inhaber einer näher bestimmten Forderung ist und auf deren Erfüllung besteht .... Dies setzt voraus, dass der Anspruch seinem Grunde nach hinreichend deutlich bezeichnet und die Höhe des Anspruchs sowie der Zeitraum, für den er verfolgt wird, mit der für den Schuldner notwendigen Deutlichkeit ersichtlich gemacht wird .... Die Art des Anspruchs sowie die Tatsachen, auf die dieser gestützt wird, müssen erkennbar sein."

#### Schriftform
Ausschlussfristen sehen regelmäßig eine schriftliche Geltendmachung voraus. Die Einhaltung der Schriftform ist dann Wirksameitsvoraussetzung. Selbst bei einer tarifvertraglich geforderten Schriftform lässt das BAG aber nach Sinn und Zweck eine Textform im Sinne des § 126b BGB genügen. So wahrt nicht nur ein Telefax, sondern auch eine E-Mail die Schriftform.
Eine Ausschlussfrist kann auch durch eine Klage schriftlich geltend gemacht werden. Nach bisheriger Rechtsprechung des BAG ist die Frist, abweichend von § 167 ZPO, jedoch nicht allein durch den Eingang der Klage bei Gericht, sondern erst mit der Zustellung beim Beklagten gewahrt, d. h. der Klagende geht das Risiko ein, dass die Klage (oder ein sonstiger Schriftsatz) erst nach Ablauf der Ausschlussfrist dem Beklagten zugestellt wird.
Dies gilt auch für eine Kündigungsschutzklage. Die Rechtsprechung des BAG dazu ist jedoch kompliziert und zumindest im Fall der zweistufigen Ausschlussfrist im Hinblick auf die oben zitierte Entscheidung des Bundesverfassungsgerichts derzeit unsicher.
Will der Arbeitgeber innerhalb einer Ausschlussfrist Schadensersatzansprüche schriftlich geltend machen, reichen dafür Entgeltabzüge auf einer nicht unterschrieben Lohnabrechnung nicht aus.

#### Zugang
Ein Geltendmachungsschreiben zur Wahrung einer Ausschlussfrist ist zwar keine Willenserklärung, sondern eine geschäftsähnliche Handlung, es muss aber analog § 130 BGB zugehen.
Im Streitfall hat den Zugang derjenige zu beweisen, der sich darauf beruft.

### Ausschlussfrist zweiter Stufe
Die neuere Rechtsprechung des BAG hat die Tendenz, eine Kündigungsschutzklage für die Einhaltung der Ausschlussfrist zweiter Stufe für Ansprüche, die von der Wirksamkeit der angegriffenen Kündigung abhängen, ausreichen zu lassen. So sah das BAG schon in einer Kündigungsschutzklage ein gefordertes "Einklagen" und wohl auch eine "gerichtliche Geltendmachung" auch der Annahmeverzugslohnansprüche.
Früher ließ das BAG eine Kündigungsschutzklage nur für die erste Stufe ausreichen. Dies führt(e) zu komplizierten Fragen, wann genau die Frist der zweiten Stufe beginnt. 
Die Rechtsprechung des BAG dürfte unter dem Eindruck der oben dargestellten Entscheidung des Bundesverfassungsgerichts sich ändern. Bis dahin sollte aber die bisherige komplizierte, für den Arbeitnehmer gefährliche und kostspielige Rechtsprechung des BAG beachtet werden. Einzelheiten sind in der Spezialliteratur nachzulesen.

## Keine treuwidrige Berufung auf eine Ausschlussfrist (§ 242 BGB)
Es kann nach § 242 BGB treuwidrig sein, sich auf die Nichteinhaltung einer Ausschlussfrist zu berufen.
Dies wird insbesondere dann angenommen, wenn „die zum Verfall des Anspruchs führende Untätigkeit durch ein Verhalten der Gegenpartei veranlasst worden ist“. Das ist etwa dann gegeben, wenn der Arbeitgeber den Arbeitnehmer von einer fristgerechten Klageerhebung abgehalten hat.

## Prozessuales
Im Gegensatz zur Verjährung begründet eine Ausschlussfrist keine bloße Einrede, sondern eine rechtsvernichtende Einwendung, die von Amts wegen vom Gericht zu berücksichtigen ist. Steht es fest, dass eine Ausschlussfrist anzuwenden ist, gehört es zur Schlüssigkeit des klägerischen Vortrags, die Einhaltung der Ausschlussfrist vorzutragen. 

## Einzelfragen

### Mindestlohn
Ausschlussfristen für die Geltendmachung von Mindestlöhnen können nach § 9 Satz 3 Arbeitnehmerentsendegesetz ausschließlich in einem für allgemeinverbindlich erklärten Tarifvertrag geregelt werden; die Frist muss hier mindestens sechs Monate betragen.

### Urlaubsabgeltungsanspruch
Nach ständiger Rechtsprechung des Bundesarbeitsgerichts waren tarifliche Ausschlussfristen auf den gesetzlichen und tariflichen Urlaub wegen des eigenständigen Zeitregimes, der er unterliegt, nicht anzuwenden.
Mehrere Landesarbeitsgerichte haben nach der durch den EuGH mit der Schultz-Hoff-Entscheidung verursachten teilweisen Aufgabe der Surrogatstheorie im Urlaubsrecht entgegen der alten Rechtsprechung des BAG die Anwendbarkeit von Ausschlussfristen nunmehr bejaht und die Revision zum BAG zugelassen. 
Das BAG hat daraufhin in einem Urteil vom 9. August 2011 festgestellt, dass der Anspruch auf Abgeltung des nach lang andauernder Arbeitsunfähigkeit bestehenden gesetzlichen Mindesturlaubs aufgrund tariflicher Ausschlussfristen verfallen könne, da der Abgeltungsanspruch nicht Surrogat des Urlaubsanspruchs sei, sondern ein reiner Geldanspruch, der sich nicht mehr von sonstigen Entgeltansprüchen aus dem Arbeitsverhältnis unterscheide.
Ob Ausschlussfristen auch auf den Urlaubsanspruch selbst anzuwenden sind, konnte das BAG in einer Entscheidung vom 23. März 2011 offenlassen, da der Tarifvertrag in der Entscheidung ein "eigenständiges Zeitregime" für Urlaubsansprüche vorsah.